# Товчільна машина

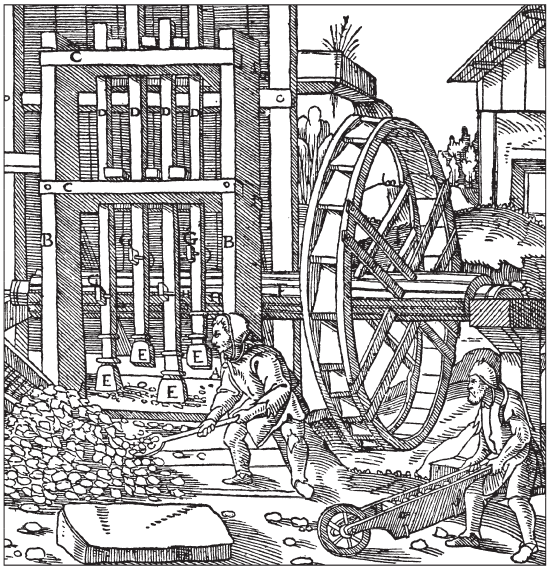
Товчильна машина, «De Re Metallica»

Товчільна машина, товчільний ящик — старовинна дробарка.

## Опис
Для механізації дробильного процесу надрешітний продукт піддавали дробленню ударним способом. По суті вся конструкція механізму була підпорядкована одній меті — механізації процесу товчіння крупного матеріалу на міцній підложці (дубовій колоді, камені або залізній плиті) спеціальними товкачами із залізними наконечниками. Пристрій, зазвичай мав до десятка товкачів із залізними наконечниками і прямокутну робочу зону дроблення (з дубових колод, каменя або залізної плити). У Східних Альпах і Карпатах дробарки мали до 20 товкачів уряд і видовжену робочу зону дроблення. Товкачам надавали зворотно-поступального руху у вертикальній площині за допомогою обертів коловороту (рис.). Приводом, як правило, слугував водяний потік, але іноді використовували й працю людини. Зрозуміло, що вся схема працювала у періодичному режимі разом з грохотом: спершу дробарку завантажували крупними грудками руди, потім приводили до руху товкачі, після певного часу їх зупиняли, вивантажували подрібнену руду, просіювали її на ситі, завантажували нову порцію крупного класу руди разом з надрешітним матеріалом.
Товчільна машина описана зокрема Георгіусом Агріколою в його відомому творі «De Re Metallica» («Про гірництво та металургію», 1556 р.).

### Конструкція товчільної машини заГ. Агріколою
| «На землю кладуть дубову колоду довжиною 6 футів, товщиною і висотою 2 ¼ фута. Посеред неї влаштовують товчильний ящик завдовжки 2 фути і 6 пальців, глибиною 1 фут і 6 пальців. Передній його край відкритий. Дно покривають залізною плитою товщиною в долоню і шириною 2 долоні і 2 пальці; обидві сторони цієї залізної плити мають клини, які заганяються в колоду, а її передній і задній краї, окрім того, закріплені залізними цвяхами. По боках товчильного ящика під колодою встановлюють два стовпи, верхні кінці яких злегка обтесані, і вставляють їх у отвори, зроблені в балках будови. У 2 ½ футах над товчильними ящиками закріплені два, впритул пригнані один до одного паралельні бруси, кінці яких, трохи вирізані з внутрішнього боку, вправлені в зовнішні вирізи цих стовпів. Вони просвердлені разом зі стовпами, і в їх загальний отвір вставляють залізний болт, один кінець якого має два виступи у вигляді рогів, а інший просвердлений так, щоб в нього міг бути вставлений клин і щоб ремінні і дерев'яні частини були щільно стягнуті; з цією метою один з цих виступів спрямований догори, а інший — донизу. На 3 ½ фути вище зазначених поперечних брусів закріплені подібним же чином два інших поперечних бруси. У поперечних брусах випиляні чотирикутні отвори, через які проходять товкачі із залізними наконечниками. Вони розміщені на невеликій відстані один від іншого і проходять через отвори в поперечних брусах майже впритул. У кожного товкача ззаду є зуб. Ці зуби слід обмазувати знизу жиром, щоб вони могли легше підніматися. Кожен з товкачів поперемінно піднімає два довгих, зверху округлих, пальця багатогранного вала для того, щоб падаючий в товчильний ящик товкач своєю залізною головкою дробив і кришив кинуте в нього каміння. Вал, в свою чергу, забезпечений лопатевим колесом, що приводиться в рух напором води. Устя товчильного ящика замість дверцят закривається дошкою, вставленою в пази, видовбані в колоді; ця дошка вигнута, щоб робітник міг лопатою вигрібати через відкритий випуск товчильного ящика гальку, гравій та пісок, які отримують при подрібненні каменів, і закривати його знову, щоб всипати нову порцію каменів для дроблення окутим залізним товкачем.» |
| «…Товкачі складаються з чотиригранних брусів довжиною 9 футів, товщиною ½ фута. Вони забезпечені залізними головками, влаштованими в такий спосіб. Нижня і верхня частини головки мають довжину по 3/4 фута. Нижня частина посередині має довжину ½ фута, ширину і товщину — по 1/4 фута; самий низ її, маючи по 5 пальців в ширину і товщину, на 2 пальця потовщений, догори вона також потовщується, маючи до 3/8 фута в товщину і ширину, на 2 пальці. У верхній своїй частині, де головка вбивається в товкач, він просвердлений. Через отвори в головці і товкачу проходить міцний залізний клин, що не дає голівці випасти з товкача. Для того щоб товкач, який постійно дробить шматки руди і кам'яні брили, не зламався, на його остов і верхню частину залізної головки накладають чотирикутну залізну обичайку товщиною 1 палець, шириною 7 пальців і висотою 6 пальців.» |
| "…Водяне колесо, щоб взимку його обертанню не заважав глибокий сніг або лід, повністю поміщається в чотирикутному зрубі з колод. Колоди щільно притискають одну до одної, і всі щілини їх законопачують мохом. Однак зруб має отвір, через який проведено жолоб і надходить вода. Падаючи на лопаті колеса, вона обертає його і знову випливає з виритої під будовою канави. Спиці колеса часто зміцнюють посередині валу, кулаки якого з обох сторін піднімають товкачі, які дроблять як суху, так і мокру руду, або одні — суху, а інші — мокру. " |
| ...мокра товчільня не відрізняється в основному від сухої товчільні, але головки її товкачів наполовину більші, а товчильний ящик з дубового або букового дерева, що встановлюється між стовпами товчільні, відкритий не спереду, а збоку. Він має 3 фути в довжину, 1 п'ядь завширшки, 1 фут і 6 пальців вглибину. Якщо для нього немає достатньо надійної основи, він подібним же чином встановлюється на твердому й плоскому камені, трохи вкопаному в землю. Стики дощок товчильного ящика законопачують мохом і тонким полотном. Якщо ж для товчильного ящика є надійна основа, то в ньому поміщують залізну плиту довжиною 3 фути, шириною 1 п'ядь і товщиною ¼ фута. У випускній частині точильного ящика встановлюють іншу залізну плиту з багатьма отворами, причому між нею та головкою найближчого товкача залишається проміжок у два пальці й такий же між нею та стовпом. |
Цікаво, що вже в часи Г.Агріколи використовували як сухе так і мокре дроблення (подрібнення) в товчильній машині: «ми називаємо мокрими товкачами такі, що змочуються водою. Навпаки, ті руди і товчильні машини, які не змочуються водою, ми називаємо сухими рудами і сухими товкачами».